# Saint-Martin-en-Bière
Pour les articles homonymes, voir Saint-Martin.
Saint-Martin-en-Bière est une commune française située dans le département de Seine-et-Marne, en région Île-de-France. En 2022, elle compte 746 habitants.

## Géographie

### Localisation

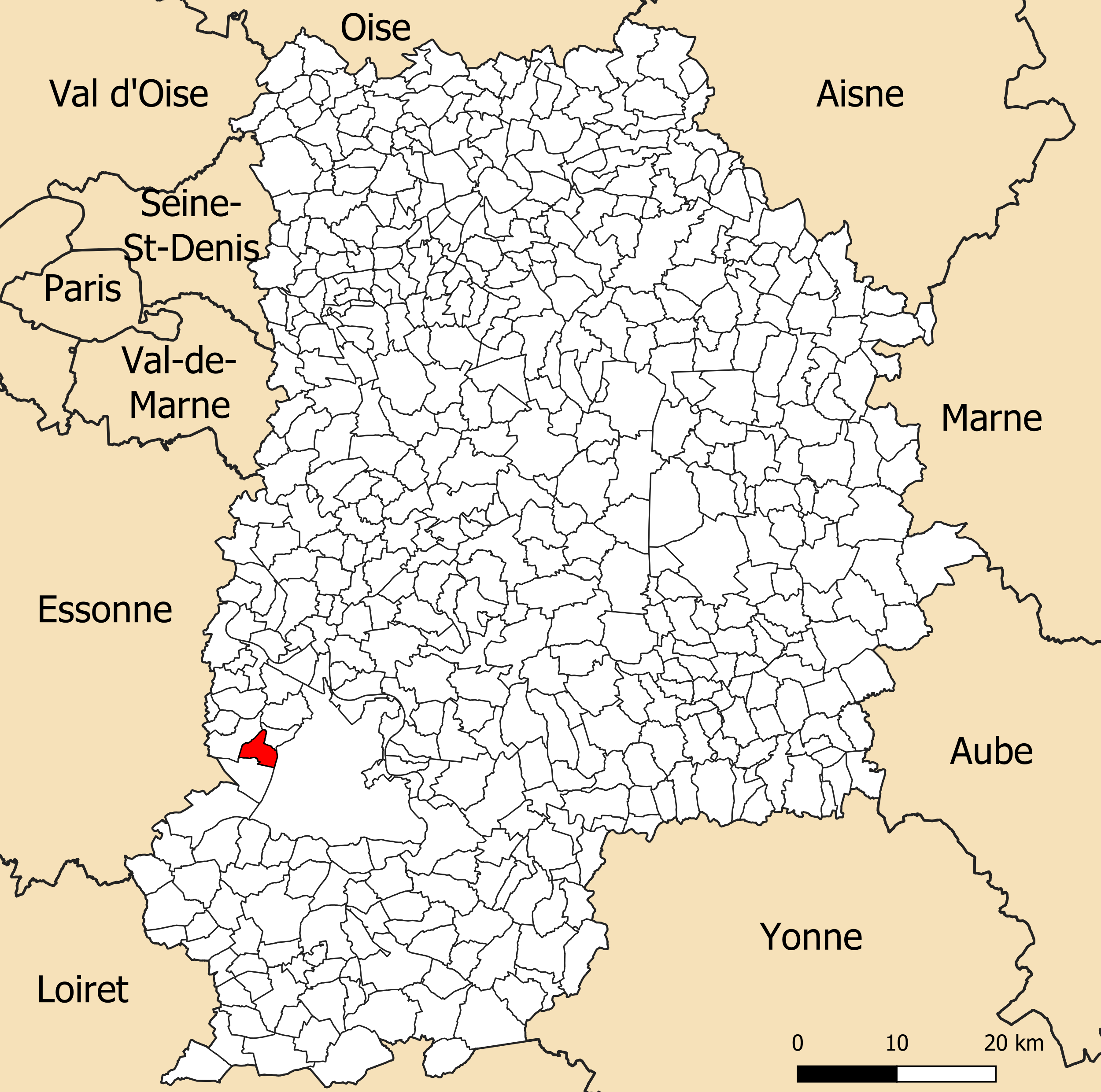
Localisation de Saint-Martin-en-Bière dans le département de Seine-et-Marne.

La commune de Saint-Martin-en-Bière se situe au sud-ouest du département de Seine-et-Marne, en région Île-de-France et au nord-est de la région naturelle du Gâtinais.
Elle se situe à 15,72 km par la route de Melun, préfecture du département et à 10,98 km de Fontainebleau, sous-préfecture. La commune fait en outre partie du bassin de vie de Paris.

### Communes limitrophes

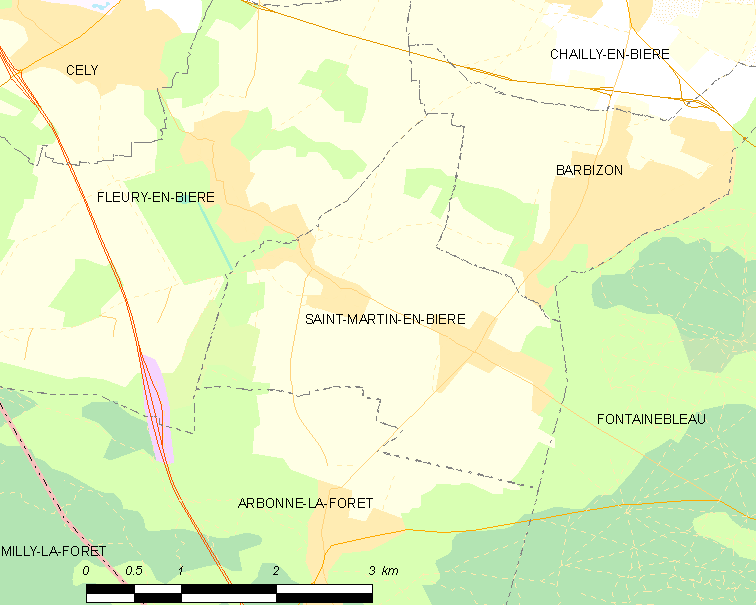
Carte des communes limitrophes de Saint-Martin-en-Bière.

Les communes les plus proches sont : 
Fleury-en-Bière (1,8 km), Arbonne-la-Forêt (2,6 km), Barbizon (3,0 km), Cély en bière (3,6 km), Chailly-en-Bière (4,5 km), Perthes (4,6 km), Saint-Germain-sur-École (6,0 km), Saint-Sauveur-sur-École (6,8 km).
|                 | Barbizon              |                        |
| Fleury-en-Bière | Saint-Martin-en-Bière | Fontainebleau          |
|                 | Arbonne-la-Forêt      | Forêt de Fontainebleau |

### Relief et géologie
Le territoire de la commune de Saint-Martin-en-Bière se situe dans le sud du Bassin parisien, plus précisément au nord de la région naturelle du Gâtinais et dans la partie ouest de la plaine de la Bière, plaine qui constitue la partie nord-est de la région du Gâtinais et qui est délimitée au nord et à l'ouest par la rivière École ; à l'est, par la Seine et au sud par la forêt de Fontainebleau.
Géologiquement intégré au bassin parisien, qui est une région géologique sédimentaire, l'ensemble des terrains affleurants de la commune sont issus de l'ère géologique Cénozoïque (des périodes géologiques s'étageant du Paléogène au Quaternaire),.

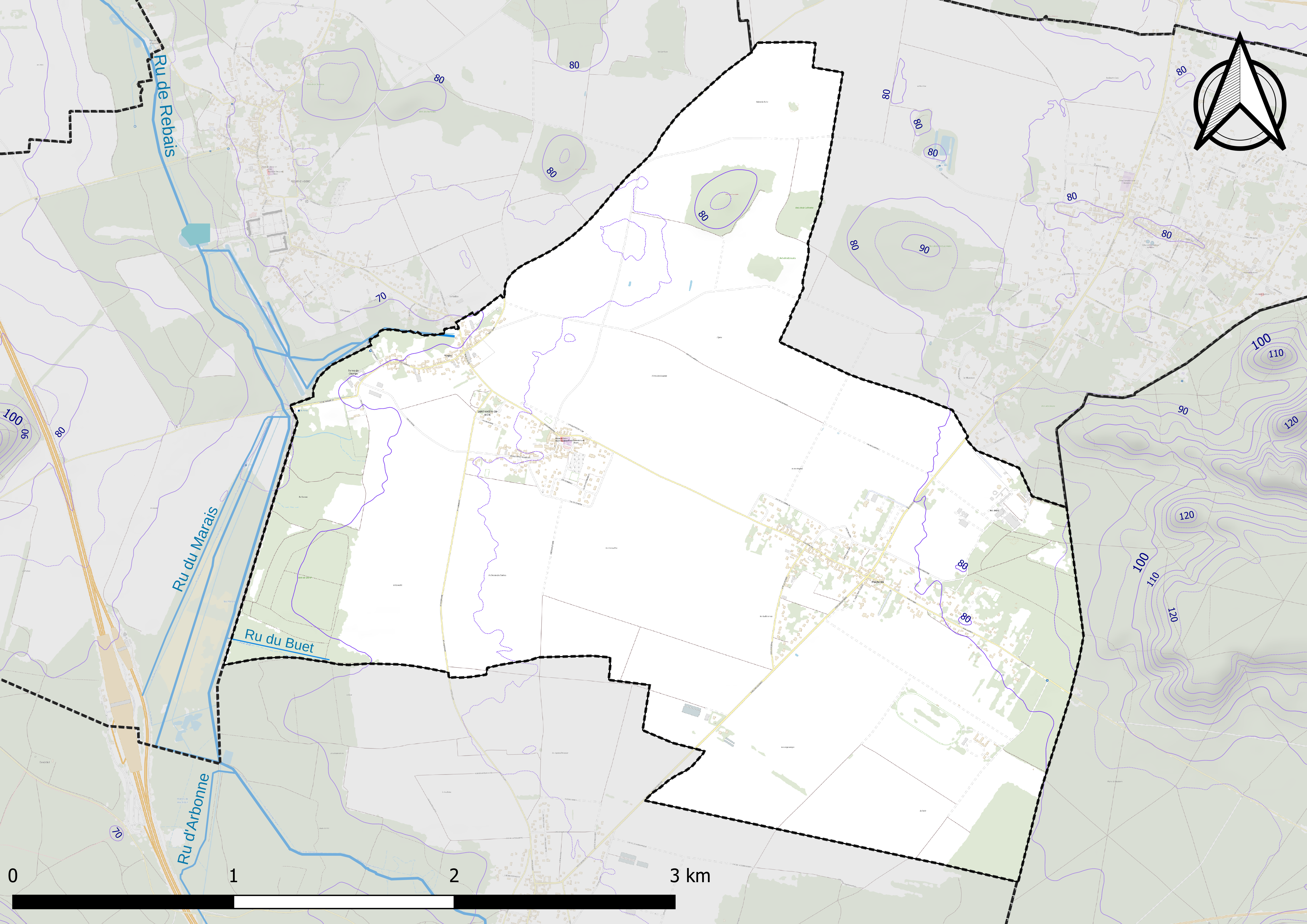
Carte du relief de Saint-Martin-en-Bière.
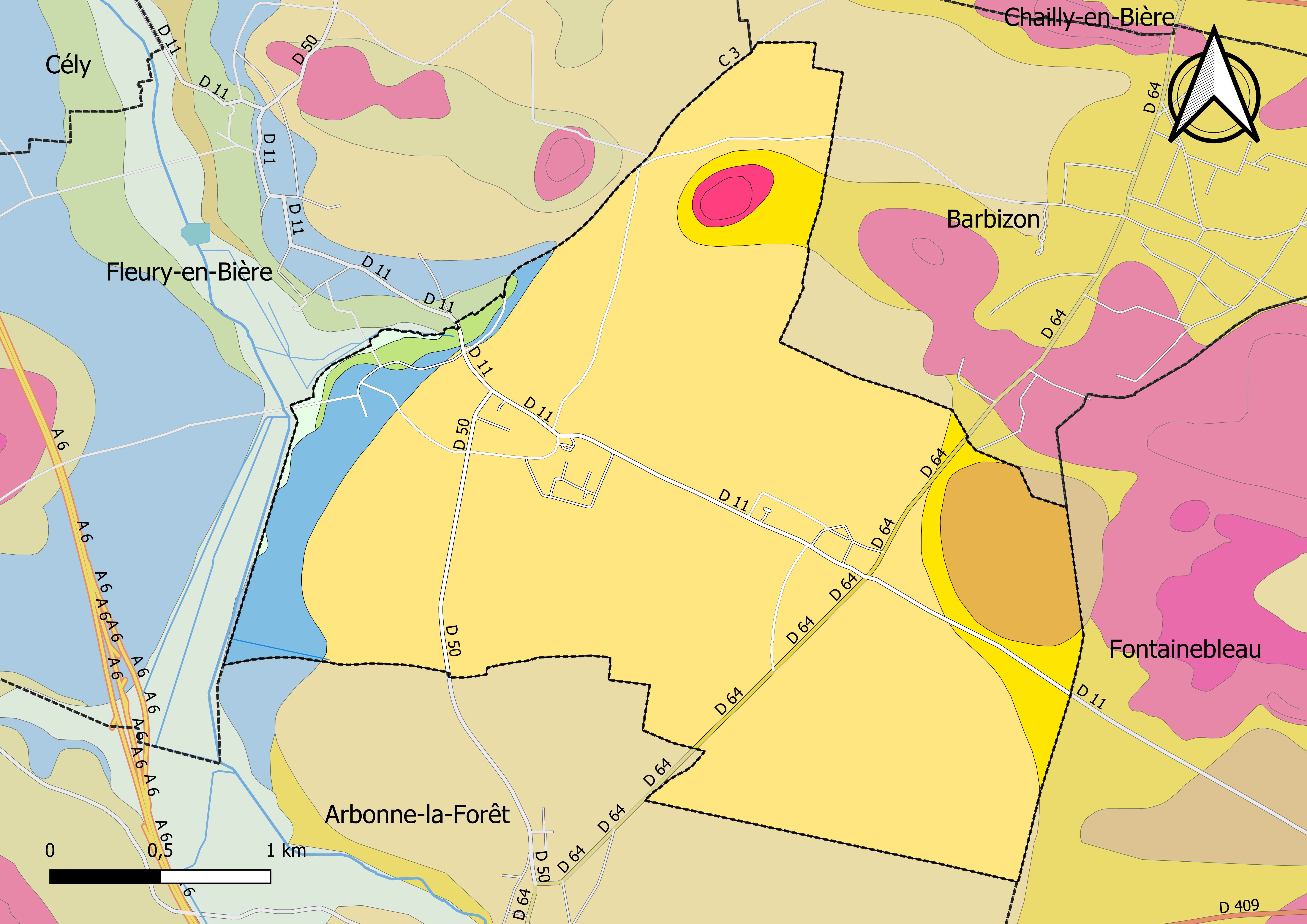
Carte géologique vectorisée et harmonisée de Saint-Martin-en-Bière.

|  | CF : | Colluvions de versant et de fond de vallon.                       |
|  | GZ : | Grèzes litées (cailloutis calcaire et sable), dépôt de pente.     |
|  | LP : | Limon des plateaux de composition argilo-marneuse.                |
|  | Fz : | Alluvions récentes : limons, argiles, sables, tourbes localement. |

|  | g1AR : | Argile verte, Glaises à Cyrènes et/ou Marnes vertes et blanches (Argile verte de Romainville) .      |
|  | g1CB : | Calcaire de Brie stampien et meulières plio-quaternaire indifférenciées.                             |
|  | g1GF : | Grès de Fontainebleau en place ou remaniés (grésification quaternaire de sables stampiens dunaires). |
|  | g1SF : | Sables de Fontainebleau, accessoirement grès en place ou peu remanié (versant).                      |

### Hydrographie

#### Réseau hydrographique

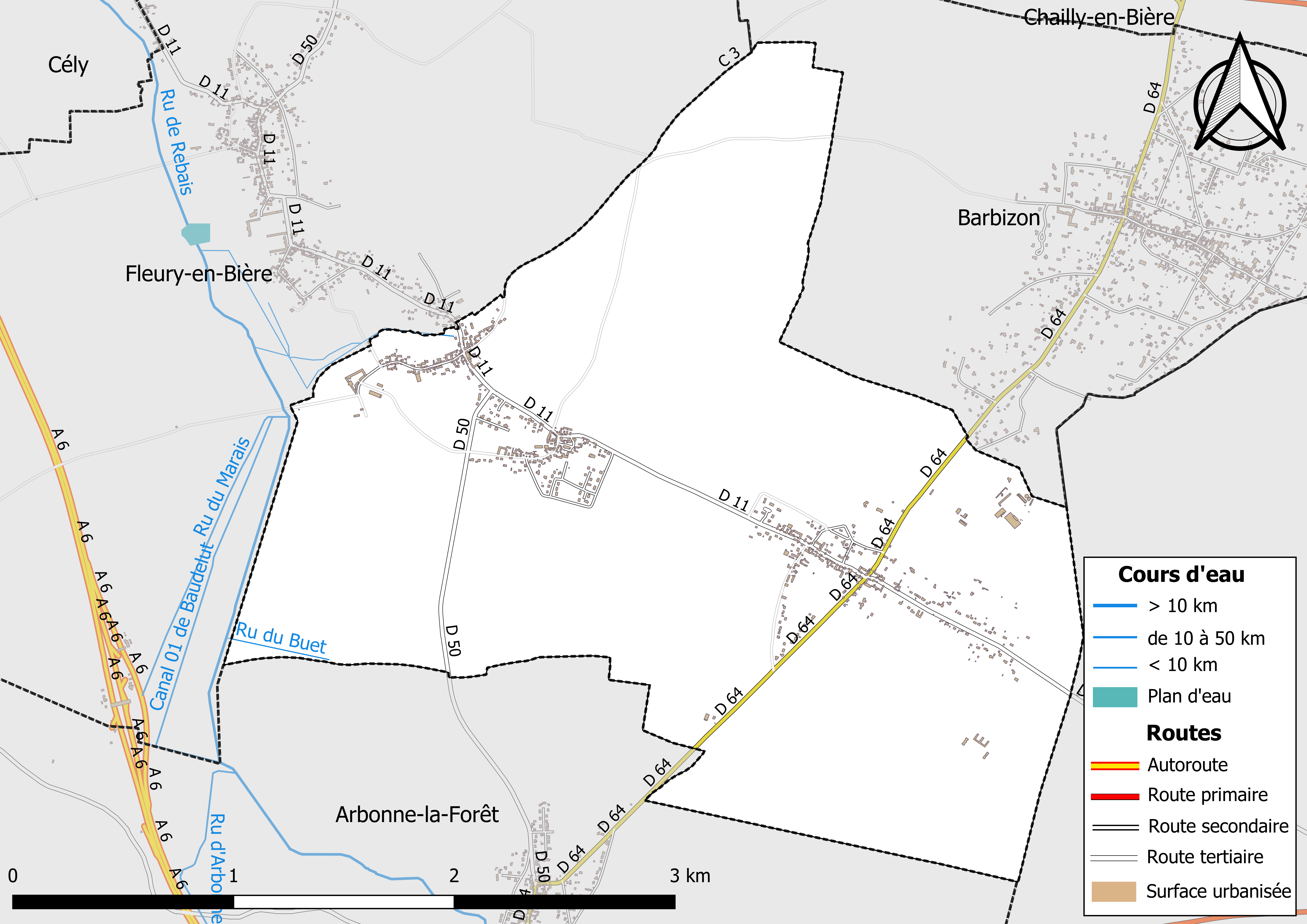
Carte des réseaux hydrographique et routier de Saint-Martin-en-Bière.

Le réseau hydrographique de la commune se compose de  deux cours d'eau référencés :
- le canal 04 de la Ferme de Champs[7], 1,64 km[8], qui conflue avec le ru de Rebais ;
- le ru du Buet[7], 0,48 km[9], affluent du ru de Rebais.

La longueur totale des cours d'eau sur la commune est de 0,66 km.

#### Gestion des cours d'eau
Afin d’atteindre le bon état des eaux imposé par la Directive-cadre sur l'eau du 23 octobre 2000, plusieurs outils de gestion intégrée s’articulent à différentes échelles : le SDAGE, à l’échelle du bassin hydrographique, et le SAGE, à l’échelle locale. Ce dernier fixe les objectifs généraux d’utilisation, de mise en valeur et de protection quantitative et qualitative des ressources en eau superficielle et souterraine. Le département de Seine-et-Marne est couvert par six SAGE, au sein du bassin Seine-Normandie.
La commune fait partie du SAGE « Nappe de Beauce et milieux aquatiques associés », approuvé le 11 juin 2013. Le territoire de ce SAGE couvre deux régions, six départements et compte 681 communes, pour une superficie de 9 722 km2. Le pilotage et l’animation du SAGE sont assurés par le Syndicat mixte du pays Beauce Gâtinais en Pithiverais, qualifié de « structure porteuse ».

### Climat
Pour des articles plus généraux, voir Climat de l'Île-de-France et Climat de Seine-et-Marne.
En 2010, le climat de la commune est de type climat océanique dégradé des plaines du Centre et du Nord, selon une étude du CNRS s'appuyant sur une série de données couvrant la période 1971-2000. En 2020, Météo-France publie une typologie des climats de la France métropolitaine dans laquelle la commune est exposée à un climat océanique altéré et est dans la région climatique Sud-ouest du bassin Parisien, caractérisée par une faible pluviométrie, notamment au printemps (120 à 150 mm) et un hiver froid (3,5 °C).
Pour la période 1971-2000, la température annuelle moyenne est de 11,1 °C, avec une amplitude thermique annuelle de 15,5 °C. Le cumul annuel moyen de précipitations est de 674 mm, avec 10,7 jours de précipitations en janvier et 7,4 jours en juillet. Pour la période 1991-2020, la température moyenne annuelle observée sur la station météorologique la plus proche, située sur la commune de Nainville-les-Roches à 9 km à vol d'oiseau, est de 11,5 °C et le cumul annuel moyen de précipitations est de 702,3 mm,. Pour l'avenir, les paramètres climatiques de la commune estimés pour 2050 selon différents scénarios d'émission de gaz à effet de serre sont consultables sur un site dédié publié par Météo-France en novembre 2022.

### Milieux naturels et biodiversité

#### Espaces protégés
La protection réglementaire est le mode d’intervention le plus fort pour préserver des espaces naturels remarquables et leur biodiversité associée,.
Dans ce cadre, la commune fait partie d'un espace protégé, le Parc naturel régional du Gâtinais français, créé en 1999 et d'une superficie de 75 567 ha. D’une grande richesse en termes d’habitats naturels, de flore et de faune, il est un maillon essentiel de l’Arc sud-francilien des continuités écologiques (notamment pour les espaces naturels ouverts et la circulation de la grande faune),.
La réserve de biosphère « Fontainebleau et Gâtinais », créée en 1998 et d'une superficie totale de 150 544 ha, est un espace protégé sur la commune. Cette réserve de biosphère, d'une grande biodiversité, comprend trois grands ensembles : une grande moitié ouest à dominante agricole, l’emblématique forêt de Fontainebleau au centre, et le Val de Seine à l’est. La structure de coordination est l'Association de la Réserve de biosphère de Fontainebleau et du Gâtinais, qui comprend un conseil scientifique et un Conseil Éducation, unique parmi les Réserves de biosphère françaises,,,.

#### Réseau Natura 2000

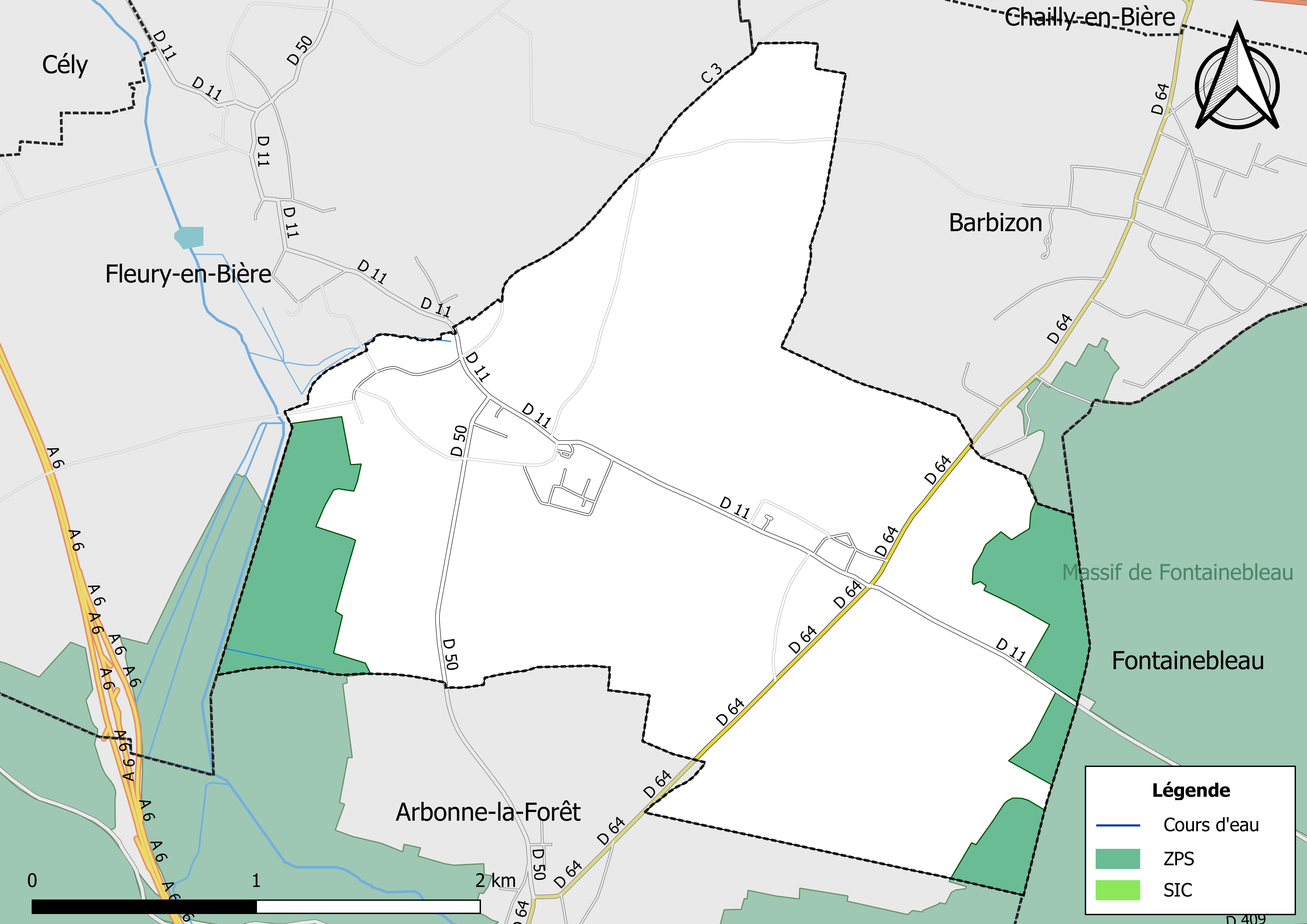
Sites Natura 2000 sur le territoire communal.

Le réseau Natura 2000 est un réseau écologique européen de sites naturels d’intérêt écologique élaboré à partir des Directives « Habitats » et « Oiseaux ». Ce réseau est constitué de Zones spéciales de conservation (ZSC) et de Zones de protection spéciale (ZPS). Dans les zones de ce réseau, les États Membres s'engagent à maintenir dans un état de conservation favorable les types d'habitats et d'espèces concernés, par le biais de mesures réglementaires, administratives ou contractuelles.
Un site Natura 2000 a été défini sur la commune, tant au titre de la « directive Habitats » que de la « directive Oiseaux » :le « Massif de Fontainebleau ». Cet espace constitue le plus ancien exemple français de protection de la nature. Les alignements de buttes gréseuses alternent avec les vallées sèches. Les conditions de sols, d'humidité et d'expositions sont très variées. La forêt de Fontainebleau est réputée pour sa remarquable biodiversité animale et végétale. Ainsi, elle abrite la faune d'arthropodes la plus riche d'Europe (3 300 espèces de coléoptères, 1 200 de lépidoptères) ainsi qu'une soixantaine d'espèces végétales protégées.

#### Zones naturelles d'intérêt écologique, faunistique et floristique

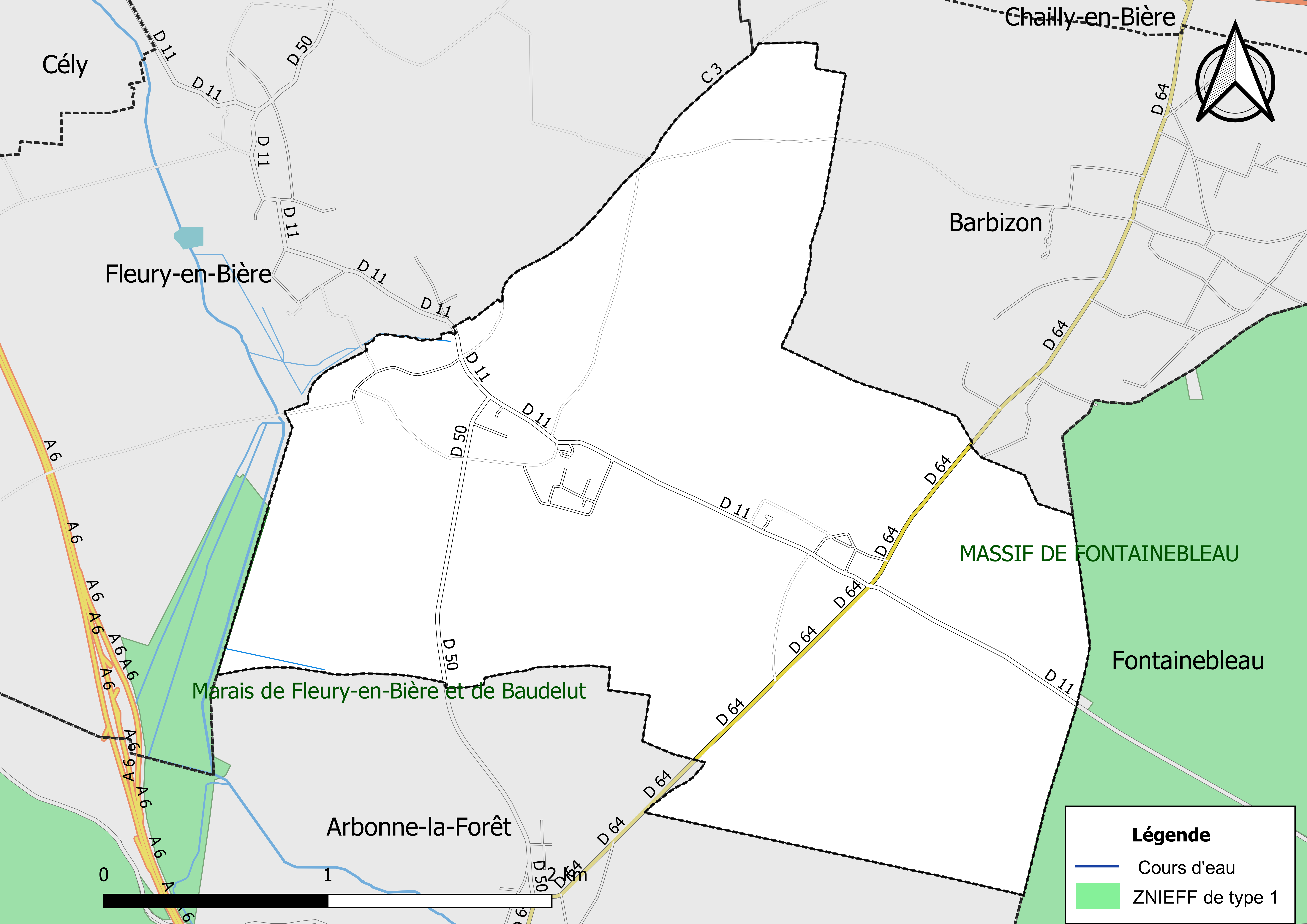
Carte des ZNIEFF de type 1 localisées sur la commune.

L’inventaire des zones naturelles d'intérêt écologique, faunistique et floristique (ZNIEFF) a pour objectif de réaliser une couverture des zones les plus intéressantes sur le plan écologique, essentiellement dans la perspective d’améliorer la connaissance du patrimoine naturel national et de fournir aux différents décideurs un outil d’aide à la prise en compte de l’environnement dans l’aménagement du territoire.
Le territoire communal de Saint-Martin-en-Bière comprend une ZNIEFF de type 1,,, 
les « Marais de Fleury-en-Bière et de Baudelut » (56 ha), couvrant 3 communes du département.

## Urbanisme

### Typologie
Au 1er janvier 2024, Saint-Martin-en-Bière est catégorisée commune rurale à habitat dispersé, selon la nouvelle grille communale de densité à sept niveaux définie par l'Insee en 2022.
Elle appartient à l'unité urbaine de Chailly-en-Bière, une agglomération intra-départementale regroupant trois  communes, dont elle est une commune de la banlieue,,. Par ailleurs la commune fait partie de l'aire d'attraction de Paris, dont elle est une commune de la couronne,. Cette aire regroupe 1 929 communes,.

### Occupation des sols
L'occupation des sols de la commune, telle qu'elle ressort de la base de données européenne d’occupation biophysique des sols Corine Land Cover (CLC), est marquée par l'importance des territoires agricoles (73,8 % en 2018), une proportion sensiblement équivalente à celle de 1990 (73,6 %). La répartition détaillée en 2018 est la suivante : 
terres arables (73,81 %), 
forêts (14,70 %),
zones urbanisées (11,26 %),
milieux à végétation arbustive et/ou herbacée (0,23 %).
| Type d’occupation | 1990      | 1990    | 2018      | 2018    | Bilan    |
| --- | --------- | ------- | --------- | ------- | -------- |
| Territoires artificialisés (zones urbanisées, zones industrielles ou commerciales et réseaux de communication, mines, décharges et chantiers, espaces verts artificialisés ou non agricoles) | 88,88 ha  | 11,26 % | 88,88 ha  | 11,26 % | 0,00 ha  |
| Territoires agricoles (terres arables, cultures permanentes, prairies, zones agricoles hétérogènes)                                                                                          | 580,72 ha | 73,58 % | 582,56 ha | 73,81 % | 1,84 ha  |
| Forêts et milieux semi-naturels (forêts, milieux à végétation arbustive et/ou herbacée, espaces ouverts sans ou avec peu de végétation)                                                      | 119,67 ha | 15,16 % | 117,83 ha | 14,93 % | −1,84 ha |

Parallèlement, L'Institut Paris Région, agence d'urbanisme de la région Île-de-France, a mis en place un inventaire numérique de l'occupation du sol de l'Île-de-France, dénommé le MOS (Mode d'occupation du sol), actualisé régulièrement depuis sa première édition en 1982. Réalisé à partir de photos aériennes, le Mos distingue les espaces naturels, agricoles et forestiers mais aussi les espaces urbains (habitat, infrastructures, équipements, activités économiques, etc.) selon une classification pouvant aller jusqu'à 81 postes, différente de celle de Corine Land Cover,,. L'Institut met également à disposition des outils permettant de visualiser par photo aérienne l'évolution de l'occupation des sols de la commune entre 1949 et 2018.

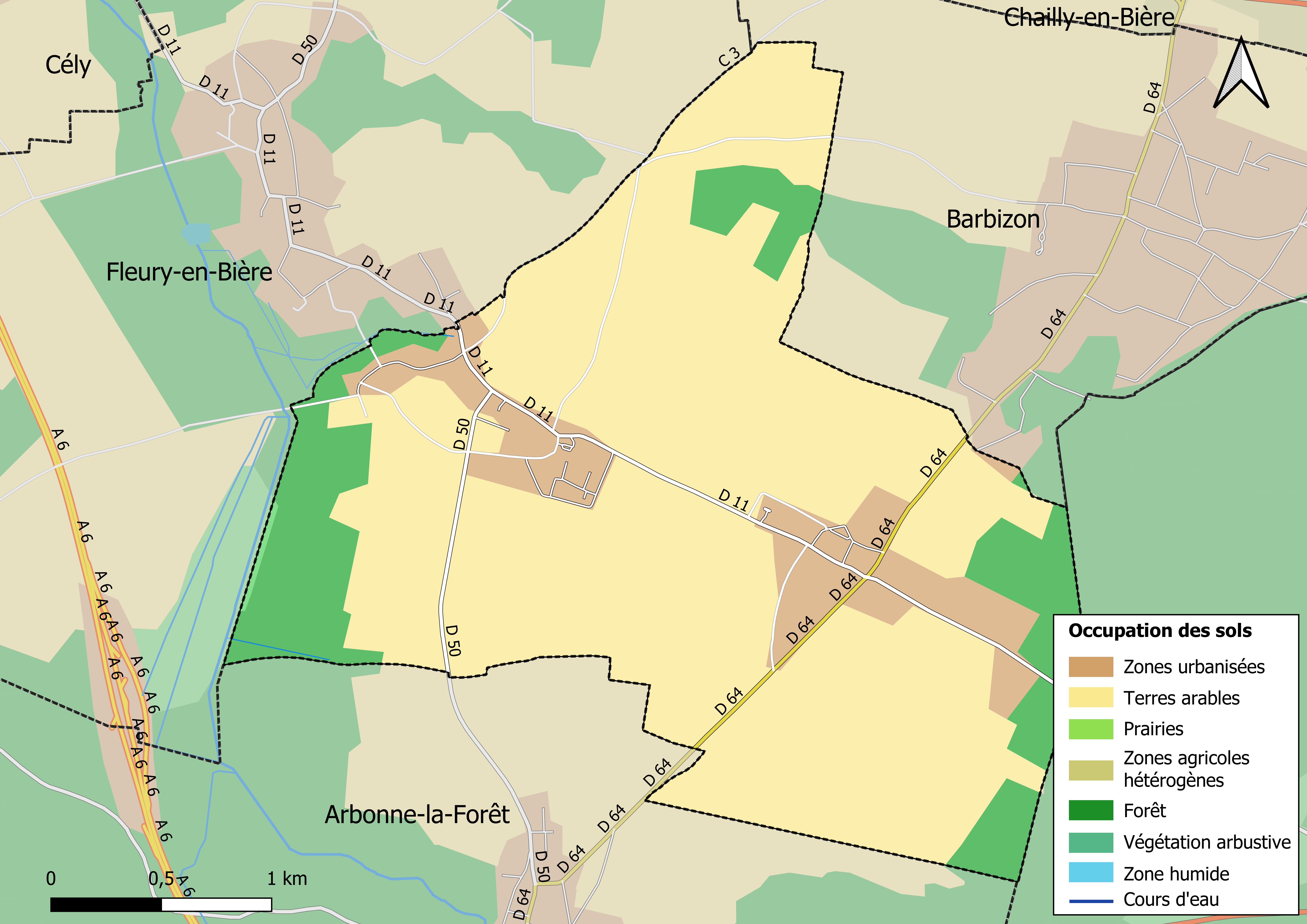
Carte des infrastructures et de l'occupation des sols en 2018 (CLC) de la commune.
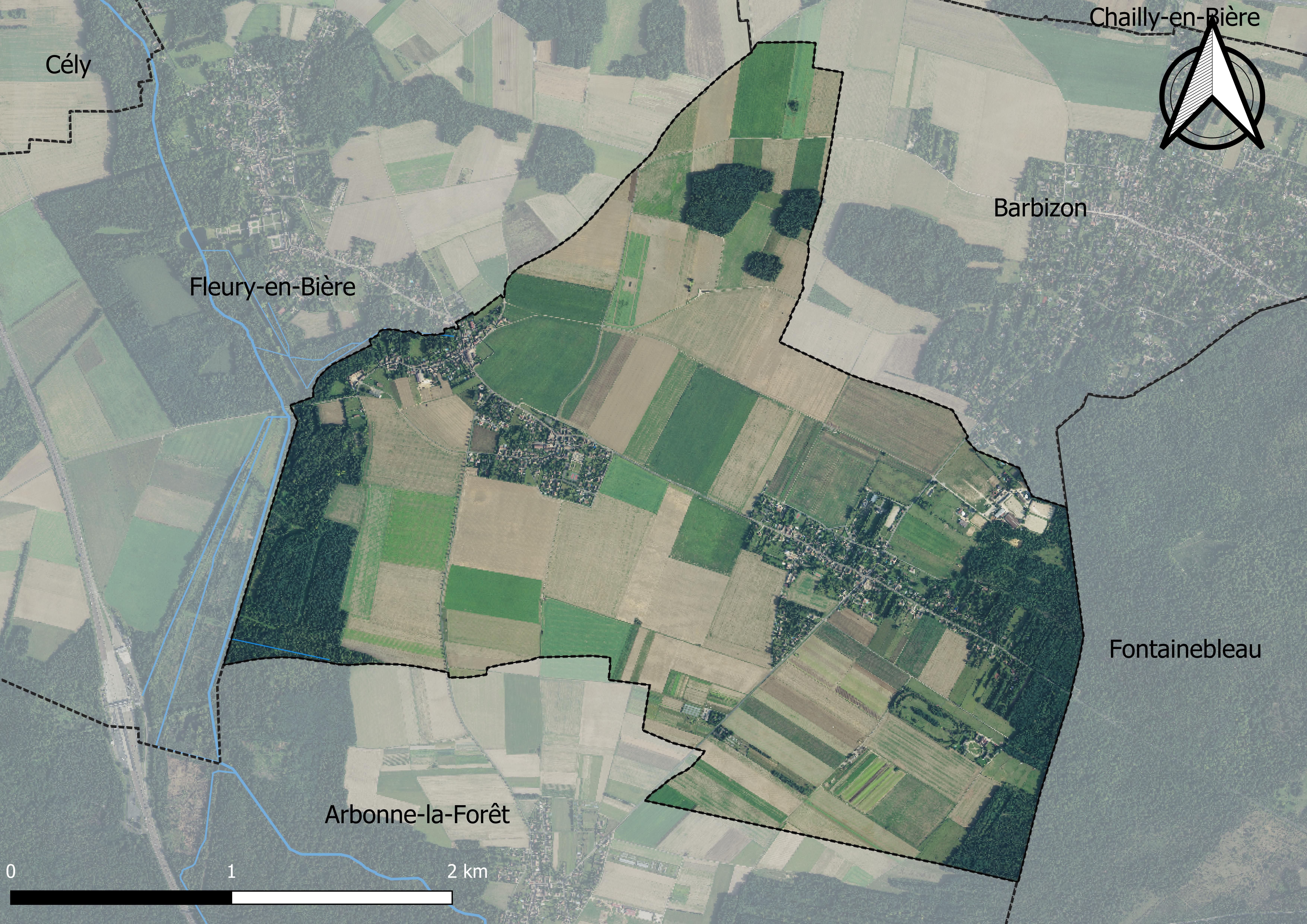
Carte orhophotogrammétrique de la commune.

### Planification
La loi SRU du 13 décembre 2000 a incité les communes à se regrouper au sein d’un établissement public, pour déterminer les partis d’aménagement de l’espace au sein d’un SCoT, un document d’orientation stratégique des politiques publiques à une grande échelle et à un horizon de 20 ans et s'imposant aux documents d'urbanisme locaux, les PLU (Plan local d'urbanisme). La commune est dans le territoire du SCOT Fontainebleau et sa région, approuvé le 26 mai 2013 et porté par le syndicat mixte d’études et de programmation (SMEP) de Fontainebleau et sa région.
La commune disposait en 2019 d'un plan local d'urbanisme approuvé. Le zonage réglementaire et le règlement associé peuvent être consultés sur le Géoportail de l'urbanisme.

### Lieux-dits et écarts

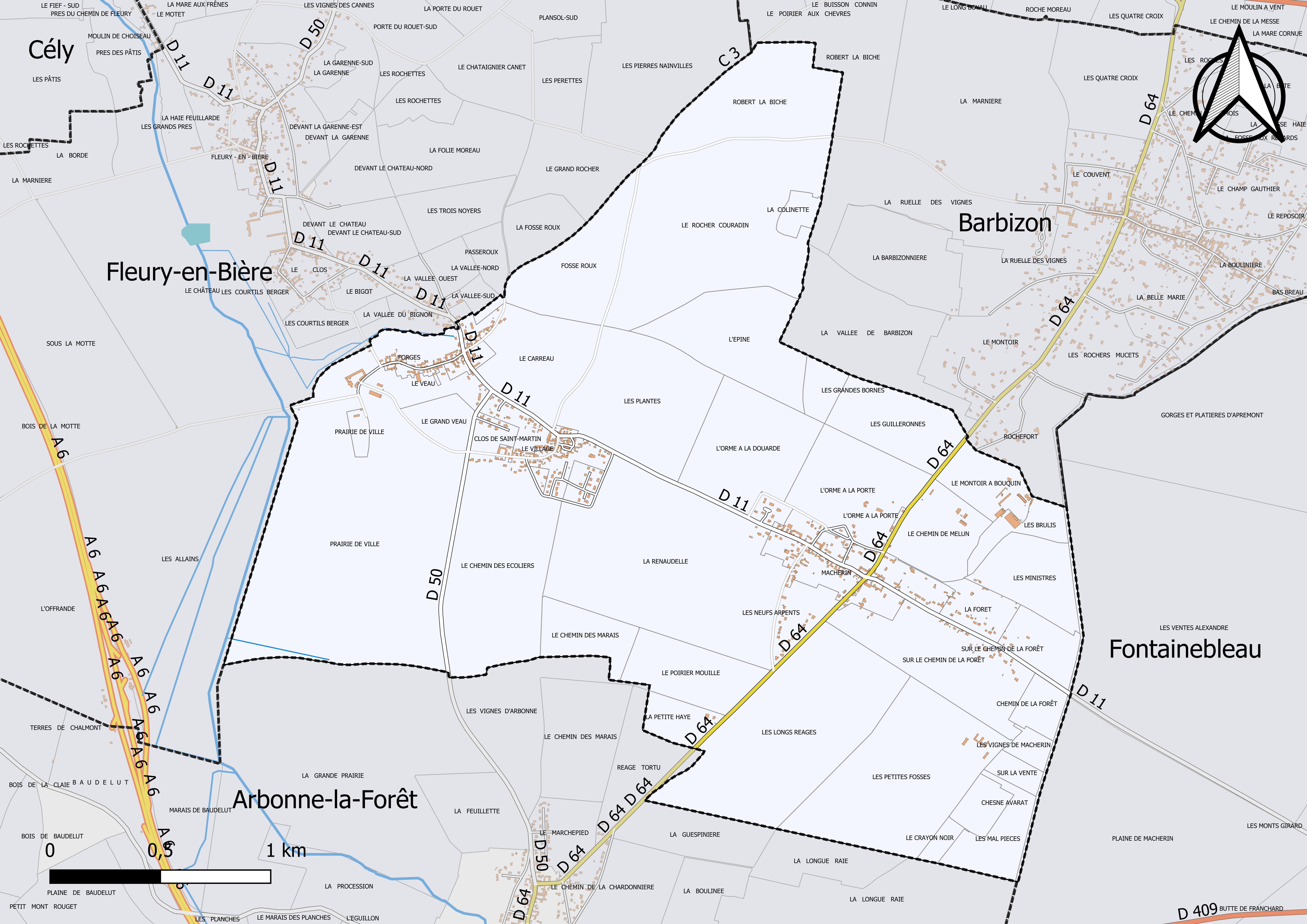
Carte du cadastre de la commune de Saint-Martin-en-Bière.

La commune compte 39 lieux-dits administratifs répertoriés consultables ici dont Macherin, à l'est et Forges, au nord-ouest.

### Logement
En 2017, le nombre total de logements dans la commune était de 368 dont 96,8 % de maisons (maisons de ville, corps de ferme, pavillons, etc.) et 3,2 % d'appartements.
Parmi ces logements, 82 % étaient des résidences principales, 9,1 % des résidences secondaires et 8,8 % des logements vacants.
La part des ménages fiscaux propriétaires de leur résidence principale s'élevait à 84,9 % contre 10,8 % de locataires et 4,3 % logés gratuitement.

### Voies de communication et transports

#### Voies de communication
Trois routes départementales relient Saint-Martin-en-Bière aux communes voisines :
- la D 11, vers le nord-ouest en direction de Fleury-en-Bière et vers le sud-est en direction de Fontainebleau ;
- la D 50, au sud relie le bourg à Arbonne-la-Forêt ;
- la D 64, vers le nord-est en direction de Barbizon et vers le sud-ouest en direction d'Arbonne-la-Forêt.

#### Transports
La commune est desservie par cinq lignes du réseau de bus Fontainebleau - Moret :
- la ligne no 14 qui relie Saint-Martin-en-Bière à Melun (gare de Melun) ;
- la ligne no 19 qui relie Arbonne-la-Forêt à Melun (gare de Melun) ;
- la ligne no 20 qui relie Soisy-sur-École à Avon ;
- la ligne no 23 qui relie Avon à Saint-Fargeau-Ponthierry ;
- la ligne no 114 qui relie Saint-Martin-en-Bière à Perthes.

## Toponymie
Le nom de la localité est mentionné sous les formes Sanctus Martinus en 1220 ; Sanctus Martinus in Bieria en 1248 ; Saint Martin en Brie en 1367 ; Saint Martin en Brye en 1385 ; Saint Martin en Bierre en 1793 ; Saint-Martin-en-Bière en 1801.
Du saint éponyme.
Le Pays de Bière est une aire géographique au Sud-Ouest du département de Seine-et-Marne.

## Politique et administration

### Maires de Saint-Martin-en-Bière
| Période                                  | Période                       | Identité          | Étiquette | Qualité |
| ---------------------------------------- | ----------------------------- | ----------------- | --------- | --- |
| Mars 1983                                | Janvier 2013                  | Alain Renault     | Droite    | Agriculteur |
| Janvier 2013                             | Octobre 2015                  | Jacques Toïgo     |           | |
| Février 2016                             | En cours (au 21 juillet 2021) | Véronique Féménia |           | Vice-Présidente chargée des finances et des ressources humaines à la communauté d'agglomération du Pays de Fontainebleau. |
| Les données manquantes sont à compléter. |                               |                   |           | |

## Équipements et services

### Eau et assainissement
L’organisation de la distribution de l’eau potable, de la collecte et du traitement des eaux usées et pluviales relève des communes. La loi NOTRe de 2015 a accru le rôle des EPCI à fiscalité propre en leur transférant cette compétence. Ce transfert devait en principe être effectif au 1er janvier 2020, mais la loi Ferrand-Fesneau du 3 août 2018 a introduit la possibilité d’un report de ce transfert au 1er janvier 2026,.

#### Assainissement des eaux usées
En 2020, la gestion du service d'assainissement collectif de la commune de Saint-Martin-en-Bière est assurée par la communauté d'agglomération du Pays de Fontainebleau (CAPF) pour la collecte, le transport et la dépollution. Ce service est géré en délégation par une entreprise privée, dont le contrat arrive à échéance le 31 décembre 2029,,.
L’assainissement non collectif (ANC) désigne les installations individuelles de traitement des eaux domestiques qui ne sont pas desservies par un réseau public de collecte des eaux usées et qui doivent en conséquence traiter elles-mêmes leurs eaux usées avant de les rejeter dans le milieu naturel. La communauté d'agglomération du Pays de Fontainebleau (CAPF) assure pour le compte de la commune le service public d'assainissement non collectif (SPANC), qui a pour mission de vérifier la bonne exécution des travaux de réalisation et de réhabilitation, ainsi que le bon fonctionnement et l’entretien des installations. Cette prestation est déléguée à une entreprise privée,.

#### Eau potable
En 2020, l'alimentation en eau potable est assurée par la communauté d'agglomération du Pays de Fontainebleau (CAPF) qui en a délégué la gestion à l'entreprise Veolia, dont le contrat expire le 31 décembre 2029,.
Les nappes de Beauce et du Champigny sont classées en zone de répartition des eaux (ZRE), signifiant un déséquilibre entre les besoins en eau et la ressource disponible. Le changement climatique est susceptible d’aggraver ce déséquilibre. Ainsi afin de renforcer la garantie d’une distribution d’une eau de qualité en permanence sur le territoire du département, le troisième Plan départemental de l’eau signé, le 3 octobre 2017, contient un plan d’actions afin d’assurer avec priorisation la sécurisation de l’alimentation en eau potable des Seine-et-Marnais. A cette fin a été préparé et publié en décembre 2020 un schéma départemental d’alimentation en eau potable de secours dans lequel huit secteurs prioritaires sont définis. La commune fait partie du secteur Bière.

## Population et société

### Démographie
L'évolution du nombre d'habitants est connue à travers les recensements de la population effectués dans la commune depuis 1793. Pour les communes de moins de 10 000 habitants, une enquête de recensement portant sur toute la population est réalisée tous les cinq ans, les populations de référence des années intermédiaires étant quant à elles estimées par interpolation ou extrapolation. Pour la commune, le premier recensement exhaustif entrant dans le cadre du nouveau dispositif a été réalisé en 2005.

En 2022, la commune comptait 746 habitants, en évolution de −2,36 % par rapport à 2016 (Seine-et-Marne : +3,92 %, France hors Mayotte : +2,11 %).
| 1793 | 1800 | 1806 | 1821 | 1831 | 1836 | 1841 | 1846 | 1851 |
| ---- | ---- | ---- | ---- | ---- | ---- | ---- | ---- | ---- |
| 428  | 424  | 395  | 326  | 416  | 407  | 415  | 429  | 416  |

| 1856 | 1861 | 1866 | 1872 | 1876 | 1881 | 1886 | 1891 | 1896 |
| ---- | ---- | ---- | ---- | ---- | ---- | ---- | ---- | ---- |
| 420  | 443  | 416  | 418  | 443  | 404  | 389  | 406  | 384  |

| 1901 | 1906 | 1911 | 1921 | 1926 | 1931 | 1936 | 1946 | 1954 |
| ---- | ---- | ---- | ---- | ---- | ---- | ---- | ---- | ---- |
| 393  | 367  | 360  | 359  | 361  | 392  | 373  | 360  | 375  |

| 1962 | 1968 | 1975 | 1982 | 1990 | 1999 | 2005 | 2006 | 2010 |
| ---- | ---- | ---- | ---- | ---- | ---- | ---- | ---- | ---- |
| 378  | 327  | 413  | 485  | 639  | 754  | 816  | 830  | 807  |

| 2015 | 2020 | 2022 | - | - | - | - | - | - |
| ---- | ---- | ---- | - | - | - | - | - | - |
| 767  | 730  | 746  | - | - | - | - | - | - |

### Événements
Feu d'artifice le 14 juillet, en collaboration avec les communes avoisinantes.
Rencontre des chasseurs tous les dimanches six heures (en période de chasse) devant la mairie avec « Chasse San Martinoise ».

## Économie

### Revenus de la population et fiscalité
En 2017, le nombre de ménages fiscaux de la commune était de 298, représentant 755 personnes et la  médiane du revenu disponible par unité de consommation  de 31 170 euros.

### Emploi
En 2017 , le nombre total d’emplois dans la zone était de 97, occupant 348 actifs  résidants.
Le taux d'activité de la population (actifs ayant un emploi) âgée de 15 à 64 ans s'élevait à 69,9 % contre un taux de chômage de 8,7 %. 
Les 21,4 % d’inactifs se répartissent de la façon suivante : 9,6 % d’étudiants et stagiaires non rémunérés, 6,8 % de retraités ou préretraités et 5 % pour les autres inactifs.

### Secteurs d'activité

#### Entreprises et commerces
En 2018, le nombre d'établissements actifs était de 59 dont 
1 dans l’industrie manufacturière, industries extractives et autres, 9 dans la construction, 10 dans le commerce de gros et de détail, transports, hébergement et restauration, 2 dans l’Information et communication,  4 dans les activités financières et d'assurance, 6 dans les activités immobilières, 11 dans les activités spécialisées, scientifiques et techniques et activités de services administratifs et de soutien, 7 dans l’administration publique, enseignement, santé humaine et action sociale et 9  étaient relatifs aux autres activités de services.
En 2019, 15 entreprises ont été créées sur le territoire de la commune, dont 11 individuelles.
Au 1er janvier 2020, la commune ne disposait pas d’hôtel et de terrain de camping.

#### Agriculture
Saint-Martin-en-Bière est dans la petite région agricole dénommée le « Pays de Bière et Forêt de Fontainebleau », couvrant le Pays de Bière et la forêt de Fontainebleau. En 2010, l'orientation technico-économique de l'agriculture sur la commune est la culture de céréales et d'oléoprotéagineux (COP).
Si la productivité agricole de la Seine-et-Marne se situe dans le peloton de tête des départements français, le département enregistre un double phénomène de disparition des terres cultivables (près de 2 000 ha par an dans les années 1980, moins dans les années 2000) et de réduction d'environ 30 % du nombre d'agriculteurs dans les années 2010. Cette tendance se retrouve au niveau de la commune où le nombre d’exploitations est passé de 17 en 1988 à 13 en 2010. Parallèlement, la taille de ces exploitations augmente, passant de 46 ha en 1988 à 51 ha en 2010. 
Le tableau ci-dessous présente les principales caractéristiques des exploitations agricoles de Saint-Martin-en-Bière, observées sur une période de 22 ans : 
|                                      | 1988 | 2000 | 2010 |
| ------------------------------------ | ---- | ---- | ---- |
| Dimension économique,                |      |      |      |
| Nombre d’exploitations (u)           | 17   | 15   | 13   |
| Travail (UTA)                        | 36   | 20   | 11   |
| Surface agricole utilisée (ha)       | 785  | 928  | 658  |
| Cultures                             |      |      |      |
| Terres labourables (ha)              | 765  | 912  | 657  |
| Céréales (ha)                        | 487  | 501  | 366  |
| dont blé tendre (ha)                 | 389  | 408  | 264  |
| dont maïs-grain et maïs-semence (ha) | 60   | s    | s    |
| Tournesol (ha)                       | 94   |      |      |
| Colza et navette (ha)                | 58   | 107  | 137  |
| Élevage                              |      |      |      |
| Cheptel (UGBTA)                      | 123  | 87   | 2    |

## Culture locale et patrimoine

### Lieux et monuments

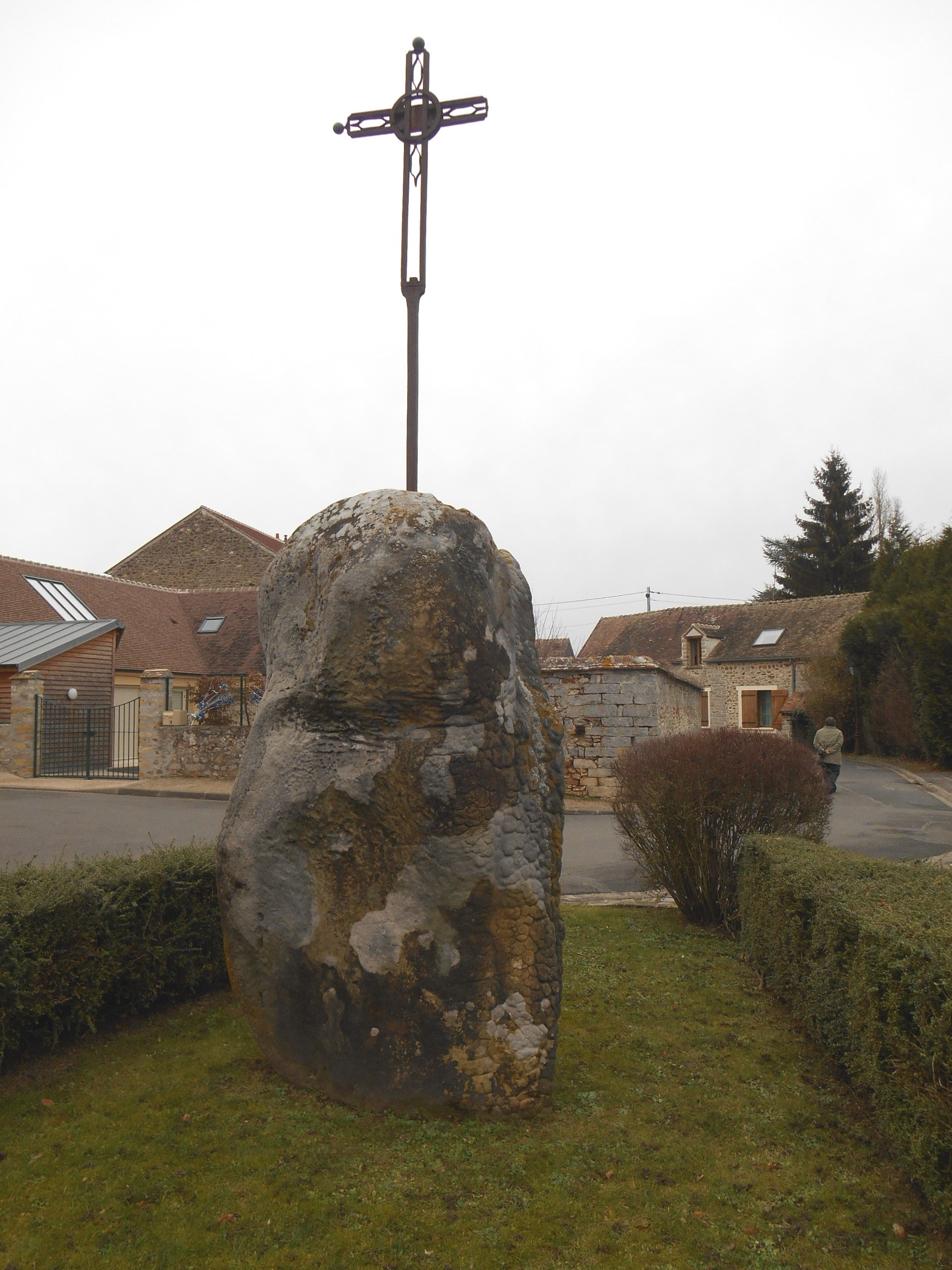
Pseudo-menhir surmonté d'une croix.

- L'église Saint-Martin, construite en pavés de grès succède à la première construction du début du XIIe siècle.
- La statue équestre de saint Martin en bois polychrome représente la partition du manteau.
- L'église du XIIe siècle du style roman apparaît sur des documents datant de 1120, 1129, 1134. Elle était proche du château médiéval de Saint-Martin. Un certain Guillaume de Saint-Martin-en-Bière meurt aux croisades devant Saint-Jean-d'Acre en 1190. Un château fort avait été construit à Saint-Martin-en-Bière vers le IVe siècle, il fut détruit ainsi que la première église construite vers 1120 lors de la guerre de Cent Ans (1436).
- Derrière l'église, une croix de métal est plantée sur un pseudo-menhir[70].